# Rio Espera (ort)
Rio Espera är en ort i Brasilien.   Den ligger i kommunen Rio Espera och delstaten Minas Gerais, i den sydöstra delen av landet, 700 km sydost om huvudstaden Brasília. Rio Espera ligger 714 meter över havet och antalet invånare är 6 078.
Terrängen runt Rio Espera är huvudsakligen platt, men österut är den kuperad. Rio Espera ligger nere i en dal. Runt Rio Espera är det ganska glesbefolkat, med 38 invånare per kvadratkilometer.. Rio Espera är det största samhället i trakten.
Omgivningarna runt Rio Espera är huvudsakligen savann.